# 弗兰克·富卡里诺
弗兰克·A·富卡里诺（英語：Frank A. Fucarino，1920年7月24日—2012年4月3日），为美国NBA联盟的前职业篮球运动员。